# Schultzichthys
Schultzichthys är ett släkte av fiskar. Schultzichthys ingår i familjen Trichomycteridae.
Kladogram enligt Catalogue of Life:
| Schultzichthys | \| \| Schultzichthys bondi \| \| \| \| \| \| Schultzichthys gracilis \| \| \| \| |
|                | \| \| Schultzichthys bondi \| \| \| \| \| \| Schultzichthys gracilis \| \| \| \| |
|                | Schultzichthys bondi                                                             |
|                |                                                                                  |
|                | Schultzichthys gracilis                                                          |
|                |                                                                                  |